# Saules (Doubs)
Pour les articles homonymes, voir Saule (homonymie).
Saules est une commune française située dans le département du Doubs, la région culturelle et historique de Franche-Comté et la région administrative Bourgogne-Franche-Comté.

## Géographie
La commune de Saules est située sur un plateau calcaire qui domine la vallée de la Loue. Elle est bordée par des vallées profondes : au nord, la vallée de la Brème et, au sud, la vallée de Cornebouche. Son altitude moyenne est de 570 mètres.

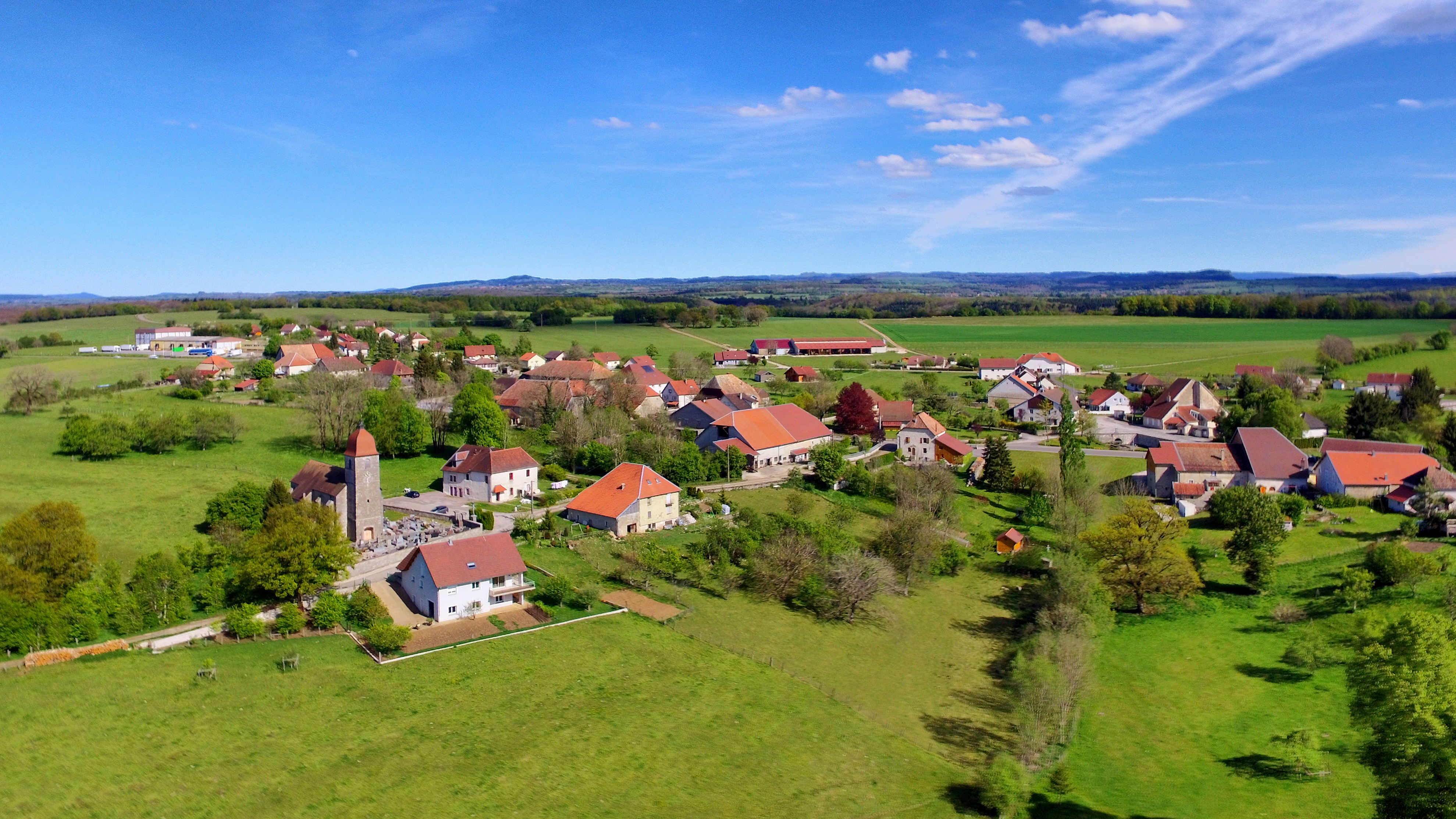
Vue générale du village

### Climat
Pour des articles plus généraux, voir Climat de la Bourgogne-Franche-Comté et Climat du Doubs.
En 2010, le climat de la commune est de type climat de montagne, selon une étude du Centre national de la recherche scientifique s'appuyant sur une série de données couvrant la période 1971-2000. En 2020, Météo-France publie une typologie des climats de la France métropolitaine dans laquelle la commune est dans une zone de transition entre le climat semi-continental et le climat de montagne et est dans la région climatique  Jura, caractérisée par une forte pluviométrie en toutes saisons (1 000 à 1 500 mm/an), des hivers rigoureux et un ensoleillement médiocre. 
Pour la période 1971-2000, la température annuelle moyenne est de 8,9 °C, avec une amplitude thermique annuelle de 16,7 °C. Le cumul annuel moyen de précipitations est de 1 339 mm, avec 12,9 jours de précipitations en janvier et 10,4 jours en juillet. Pour la période 1991-2020, la température moyenne annuelle observée sur la station météorologique de Météo-France la plus proche, « Épenoy », sur la commune d'Épenoy à 13 km à vol d'oiseau, est de 9,2 °C et le cumul annuel moyen de précipitations est de 1 363,0 mm. 
La température maximale relevée sur cette station est de 36,4 °C, atteinte le 7 août 2003 ; la température minimale est de −18,8 °C, atteinte le 5 février 2012,,. 
Les paramètres climatiques de la commune ont été estimés pour le milieu du siècle (2041-2070) selon différents scénarios d'émission de gaz à effet de serre à partir des nouvelles projections climatiques de référence DRIAS-2020. Ils sont consultables sur un site dédié publié par Météo-France en novembre 2022.

## Urbanisme

### Typologie
Au 1er janvier 2024, Saules est catégorisée commune rurale à habitat dispersé, selon la nouvelle grille communale de densité à 7 niveaux définie par l'Insee en 2022.
Elle est située hors unité urbaine. Par ailleurs la commune fait partie de l'aire d'attraction de Besançon, dont elle est une commune de la couronne,. Cette aire, qui regroupe 310 communes, est catégorisée dans les aires de 200 000 à moins de 700 000 habitants,.

### Occupation des sols
L'occupation des sols de la commune, telle qu'elle ressort de la base de données européenne d’occupation biophysique des sols Corine Land Cover (CLC), est marquée par l'importance des forêts et milieux semi-naturels (51,1 % en 2018), une proportion identique à celle de 1990 (51,1 %). La répartition détaillée en 2018 est la suivante : 
forêts (40,1 %), zones agricoles hétérogènes (27,9 %), prairies (17,7 %), milieux à végétation arbustive et/ou herbacée (11 %), zones urbanisées (3,3 %). L'évolution de l’occupation des sols de la commune et de ses infrastructures peut être observée sur les différentes représentations cartographiques du territoire : la carte de Cassini (XVIIIe siècle), la carte d'état-major (1820-1866) et les cartes ou photos aériennes de l'IGN pour la période actuelle (1950 à aujourd'hui).

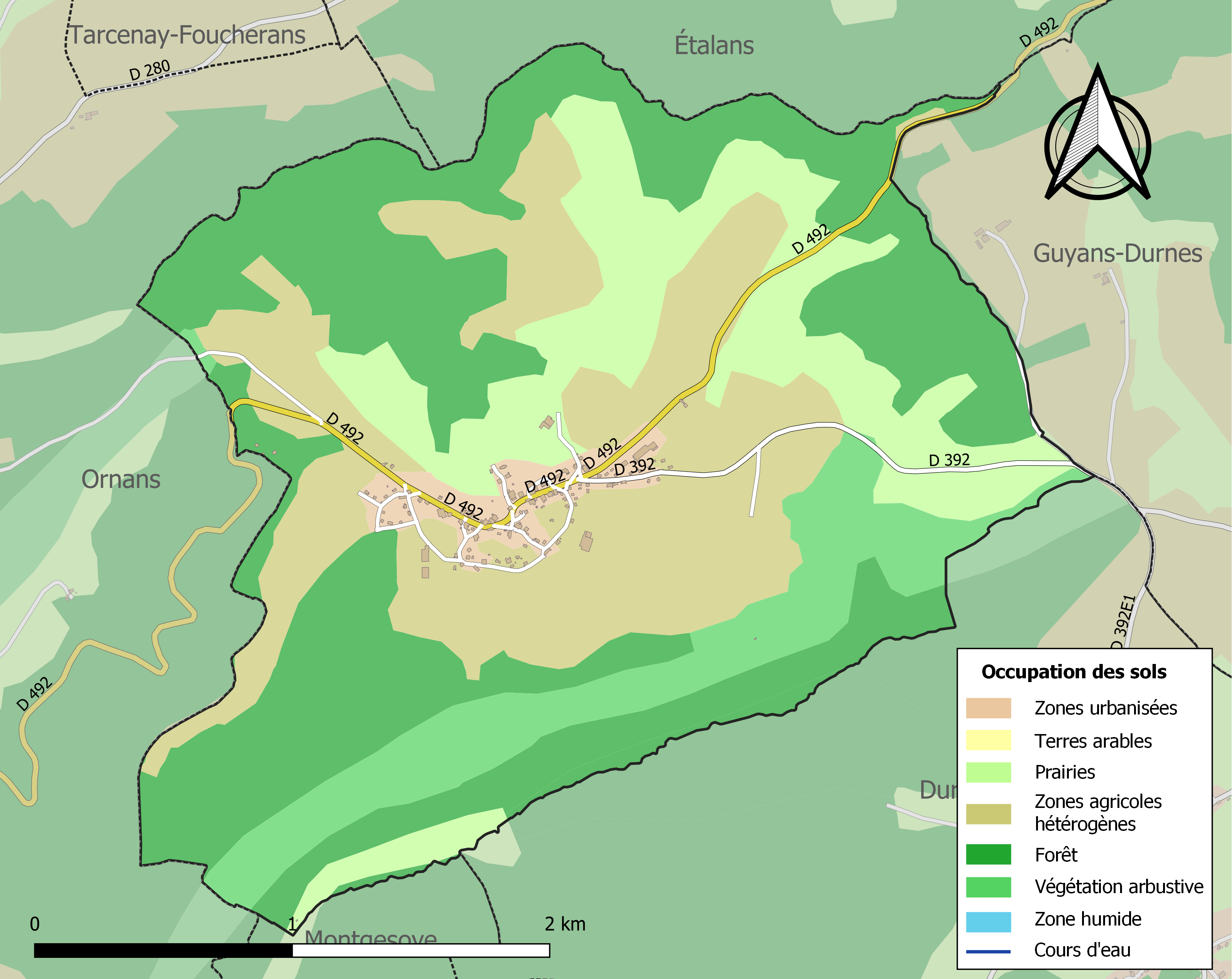
Carte des infrastructures et de l'occupation des sols de la commune en 2018 (CLC).

## Héraldique
| Blason de Saules | Blason  | Taillé: au 1er d'azur à la crosse d'or contournée et posée en barre et à la mitre du même brochante, au 2e de sinople à la grappe de raisin d'or. |
| Blason de Saules | Détails | Le statut officiel du blason reste à déterminer.                                                                                                  |

## Politique et administration
| Période                                  | Période                   | Identité                                     | Étiquette | Qualité                    |
| ---------------------------------------- | ------------------------- | -------------------------------------------- | --------- | -------------------------- |
| mars 2001                                | mars 2008                 | Gérard Vermot                                |           |                            |
| mars 2008                                | En cours (au 31 mai 2020) | Louis Daudey, Réélu pour le mandat 2020-2026 | DVD       | Retraité Fonction publique |
| Les données manquantes sont à compléter. |                           |                                              |           |                            |

## Démographie
L'évolution du nombre d'habitants est connue à travers les recensements de la population effectués dans la commune depuis 1793. Pour les communes de moins de 10 000 habitants, une enquête de recensement portant sur toute la population est réalisée tous les cinq ans, les populations de référence des années intermédiaires étant quant à elles estimées par interpolation ou extrapolation. Pour la commune, le premier recensement exhaustif entrant dans le cadre du nouveau dispositif a été réalisé en 2004.

En 2022, la commune comptait 232 habitants, en évolution de +3,11 % par rapport à 2016 (Doubs : +1,88 %, France hors Mayotte : +2,11 %).
| 1793 | 1800 | 1806 | 1821 | 1831 | 1836 | 1841 | 1846 | 1851 |
| ---- | ---- | ---- | ---- | ---- | ---- | ---- | ---- | ---- |
| 303  | 292  | 328  | 290  | 314  | 324  | 319  | 300  | 300  |

| 1856 | 1861 | 1866 | 1872 | 1876 | 1881 | 1886 | 1891 | 1896 |
| ---- | ---- | ---- | ---- | ---- | ---- | ---- | ---- | ---- |
| 289  | 310  | 320  | 283  | 286  | 300  | 312  | 275  | 254  |

| 1901 | 1906 | 1911 | 1921 | 1926 | 1931 | 1936 | 1946 | 1954 |
| ---- | ---- | ---- | ---- | ---- | ---- | ---- | ---- | ---- |
| 237  | 209  | 195  | 161  | 156  | 157  | 157  | 154  | 181  |

| 1962 | 1968 | 1975 | 1982 | 1990 | 1999 | 2004 | 2006 | 2009 |
| ---- | ---- | ---- | ---- | ---- | ---- | ---- | ---- | ---- |
| 170  | 155  | 142  | 159  | 177  | 189  | 191  | 195  | 225  |

| 2014 | 2019 | 2022 | - | - | - | - | - | - |
| ---- | ---- | ---- | - | - | - | - | - | - |
| 226  | 229  | 232  | - | - | - | - | - | - |

## Lieux et monuments
- L'église Saint-Nicolas[19],[20] reconstruite en 1773 conserve le soubassement du clocher du XIIIe siècle. Au XIXe siècle, des habitants de Saules se sont groupés pour commander un tableau à Gustave Courbet, peintre demeurant alors à Ornans (à 5 km de là). Courbet a peint pour Saules son seul tableau religieux Saint Nicolas ressuscitant les petits enfants, dont il ne reste qu'une copie couleur visible à l'église. L'original est au Musée Courbet à Ornans dans l'Hôtel Hébert, l'église de Saules n'étant actuellement pas sécurisée pour permettre de conserver l'œuvre achetée par les anciens habitants.
- Le ruisseau de la Brême : cher à Gustave Courbet qui y plantait souvent son chevalet, il est la limite Nord de la commune.  Sa partie amont est caractérisée par un ravin profond (le Ravin de Saules) propice aux chutes d'eau avec le saut de la Brême et la grande cascade. Son affluent principal rive gauche, le Défois, qui prend sa source au centre du bourg de Saules, crée lui aussi une belle cascade de 40 m de haut en chutant du plateau pour le rejoindre.
- Les anciens moulins : jusqu’à la fin du XIXe siècle, la Brême et ses affluents (Leule, Défois) possède la plus forte concentration de moulins de la Haute Loue : 10 moulins se pressent sur les 10 km de son cours. Aujourd'hui il ne subsiste que les ruines de certains d'entre eux : le moulin du Défois juste en amont de la cascade, et les anciens moulins sur la Leule qui comprenaient un ensemble de plusieurs moulins superposés alimentés par un canal grâce au dénivelé créé par le saut de la Leule d'une vingtaine de mètres.

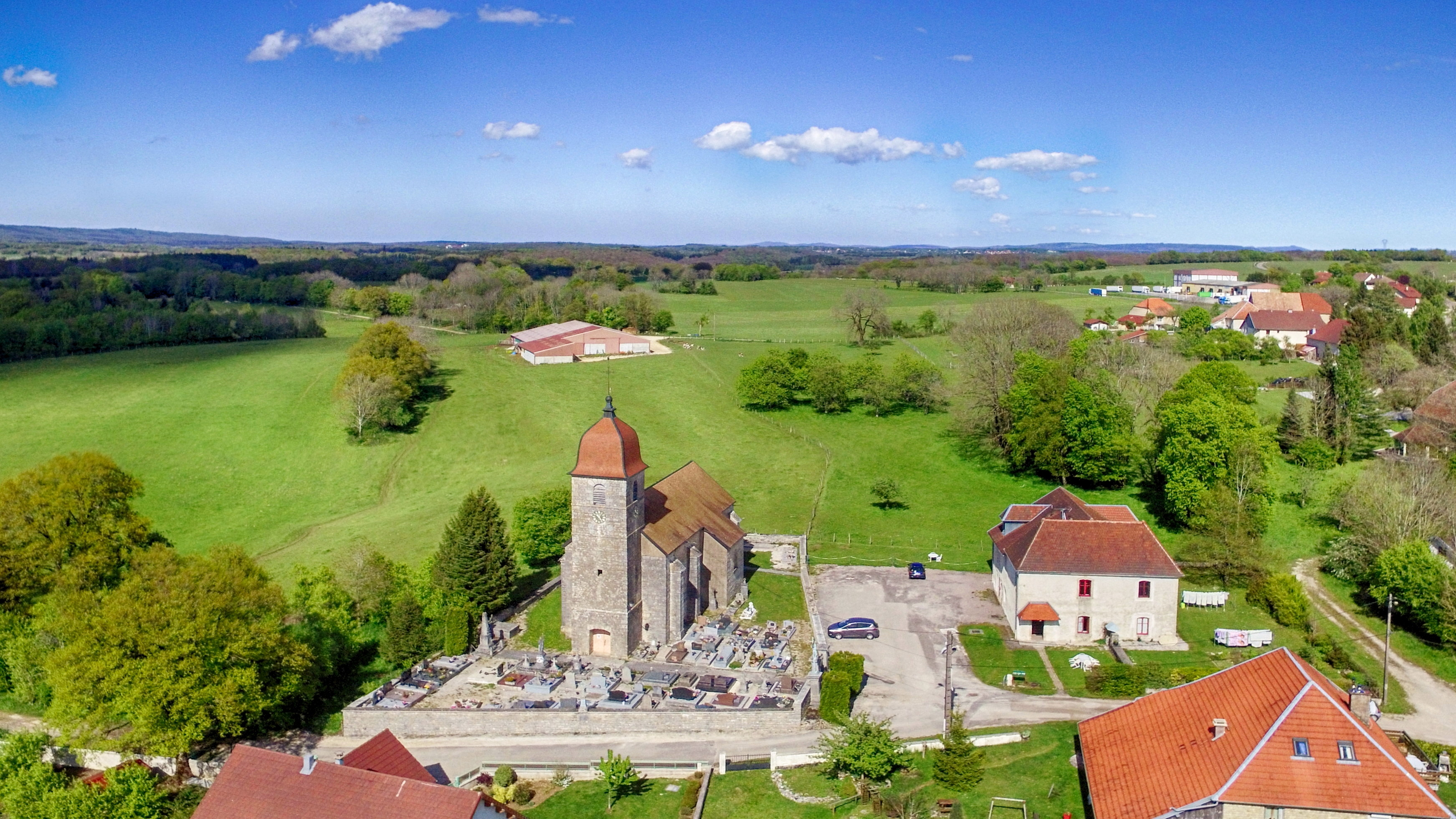
L'église et son presbytère.
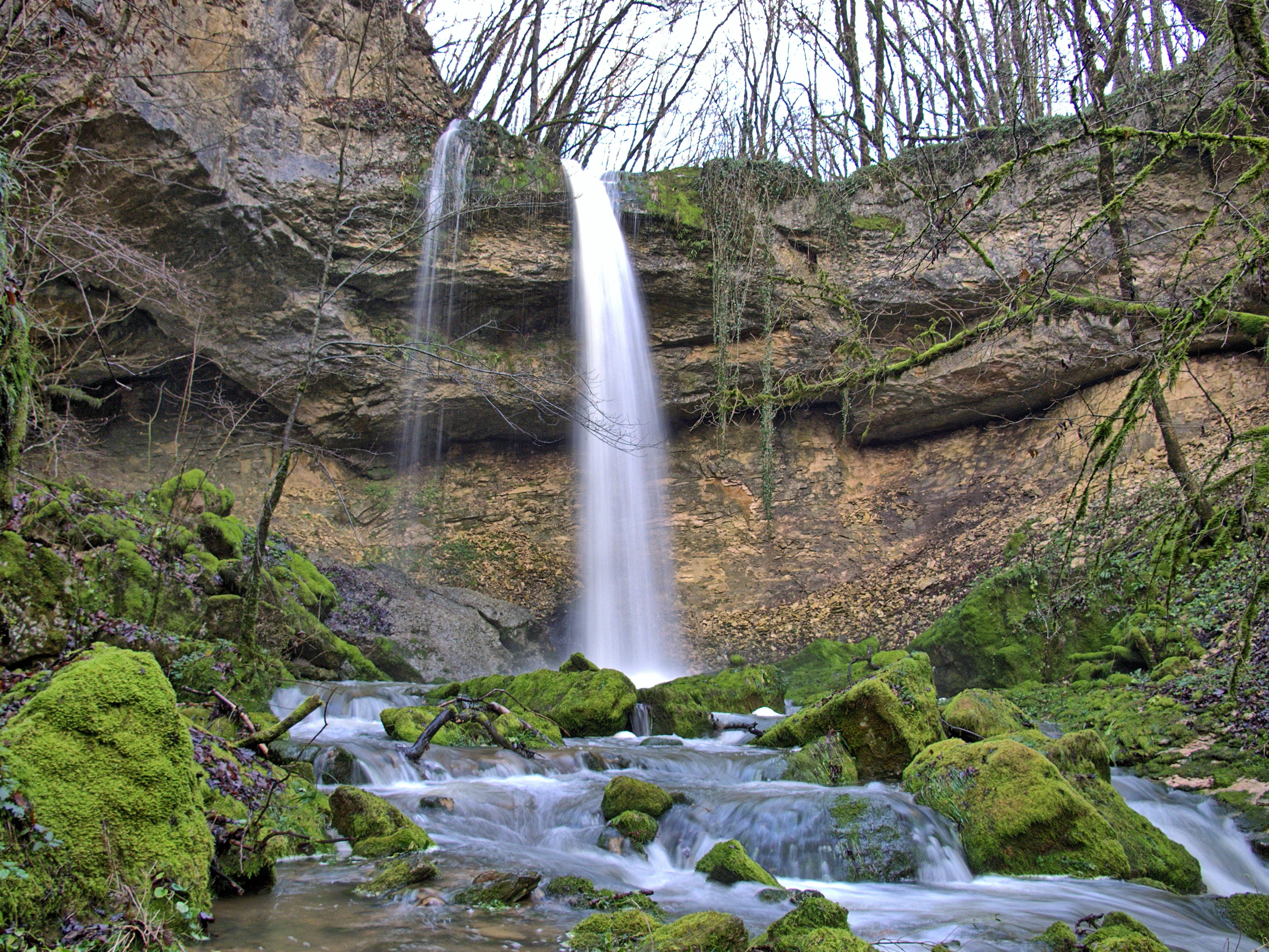
Le saut de la Brême.
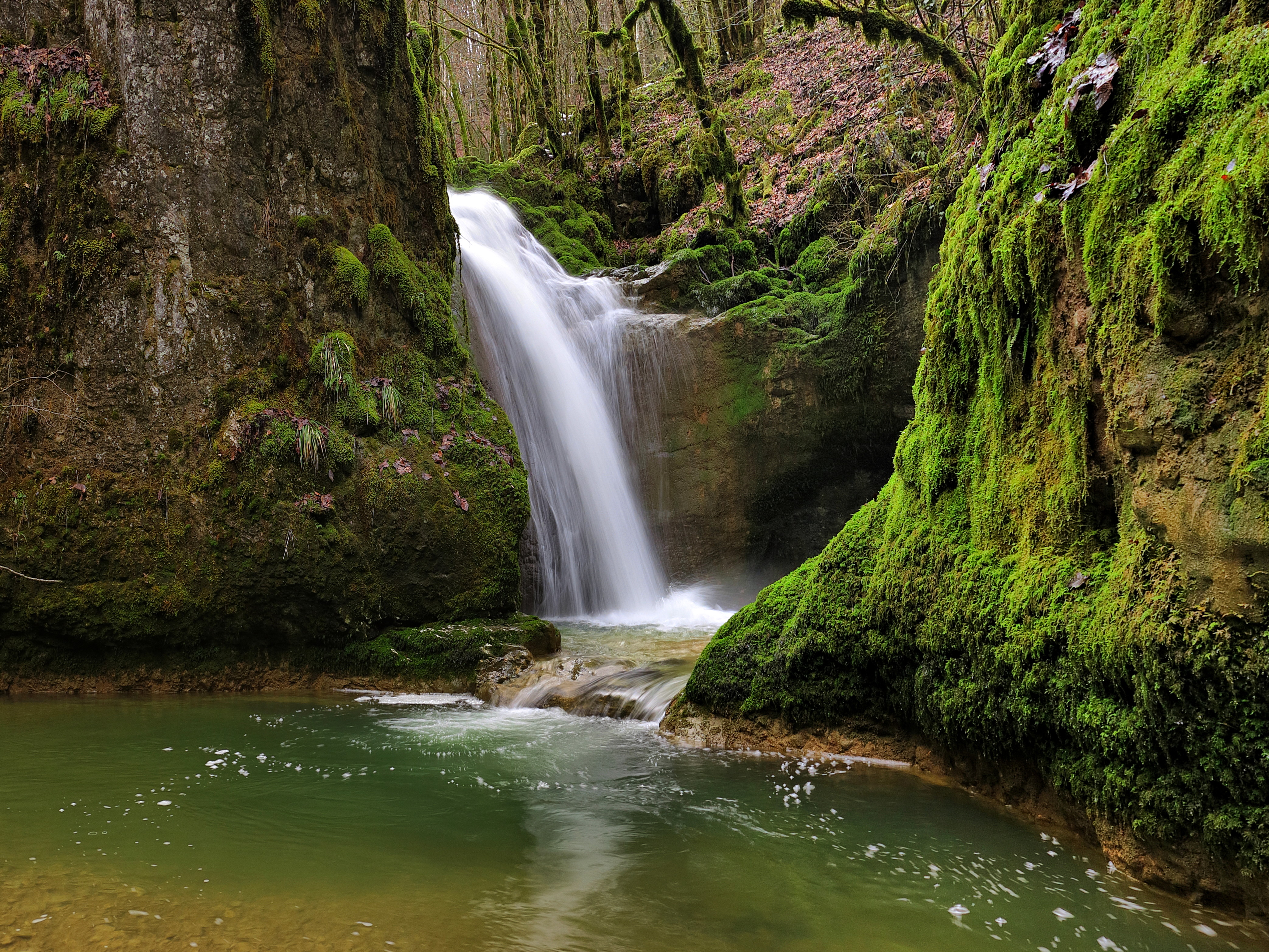
La grande cascade de la Brême.
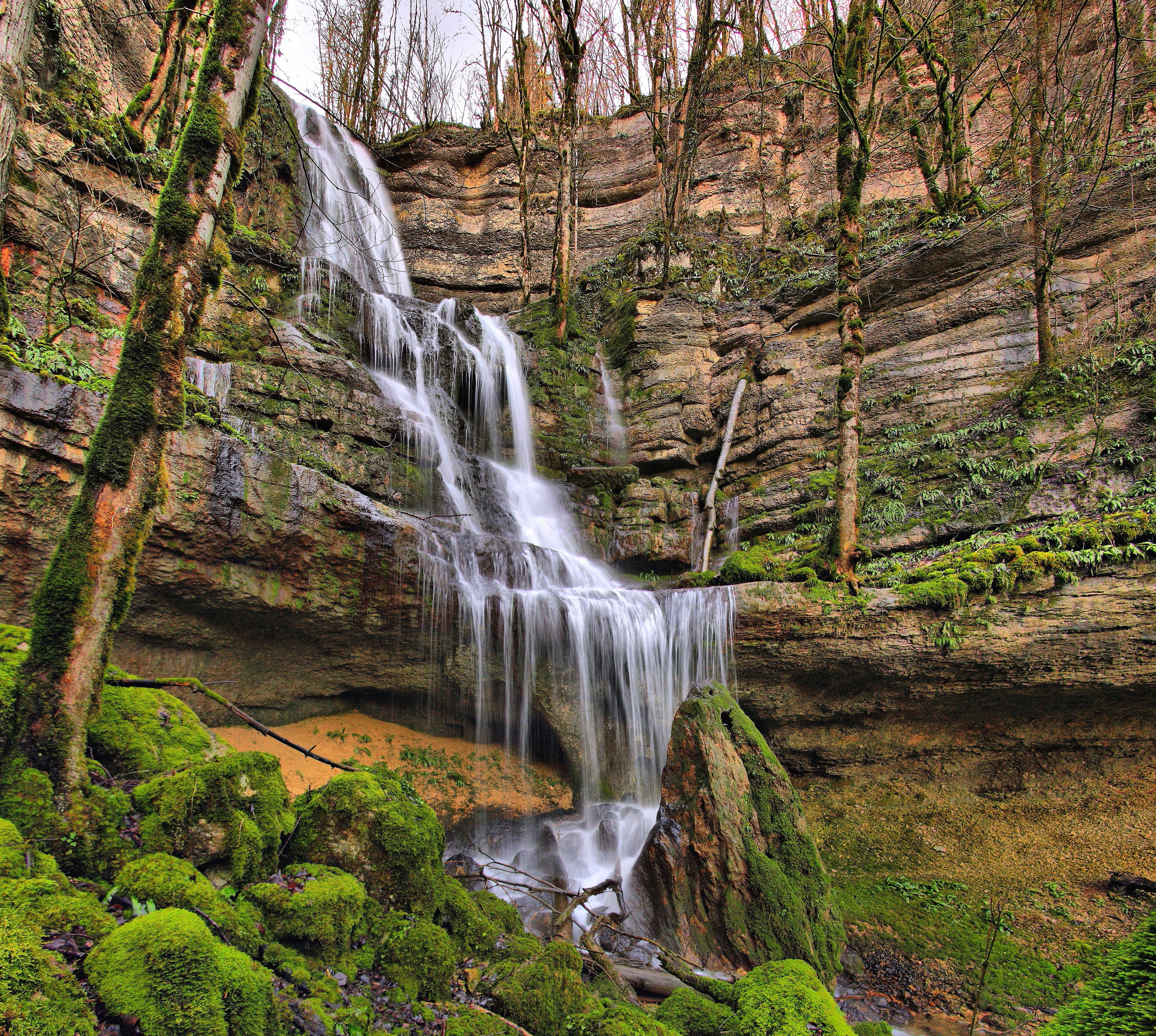
La cascade du Défois.
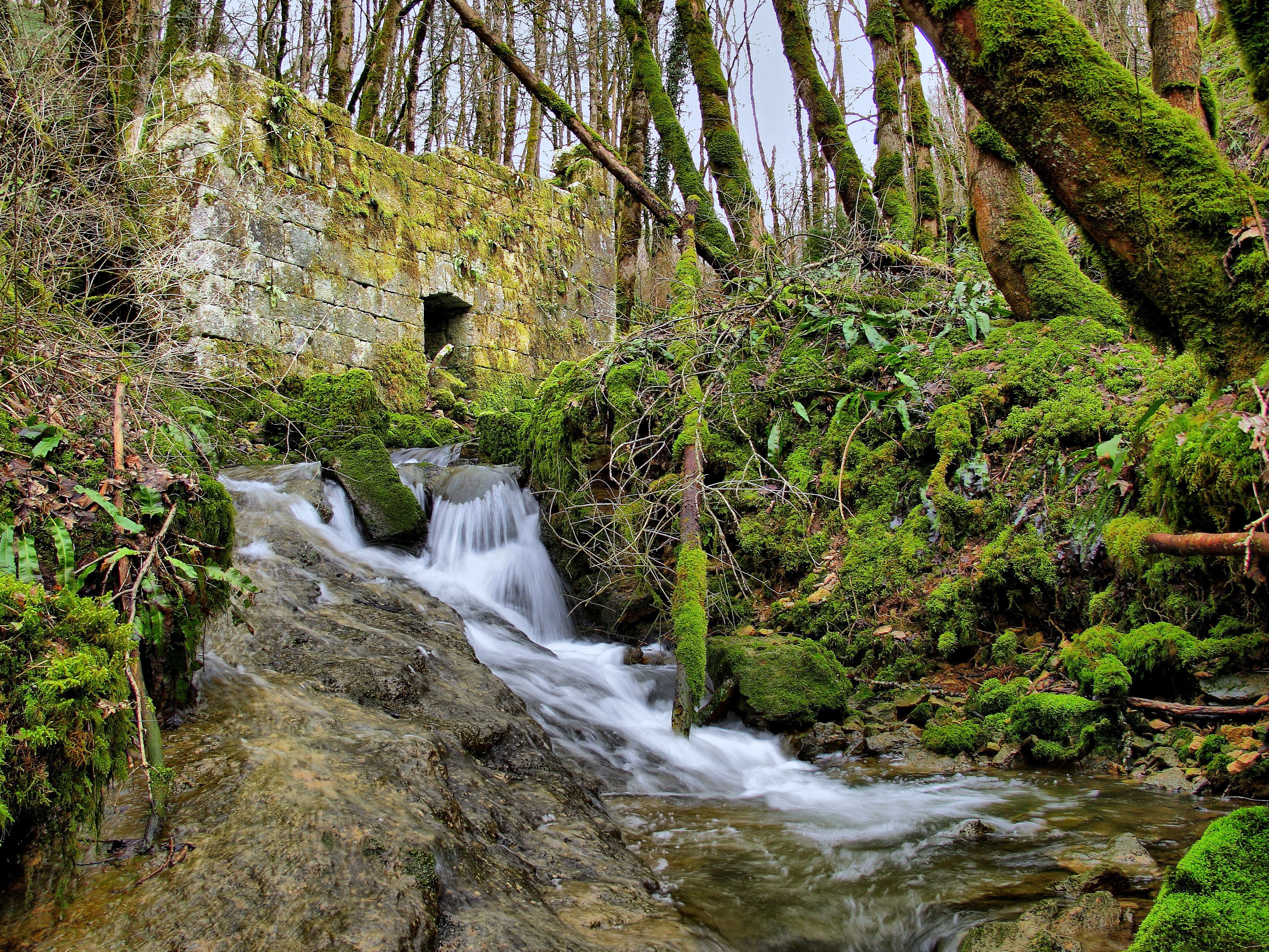
L'ancien moulin sur le Défois.
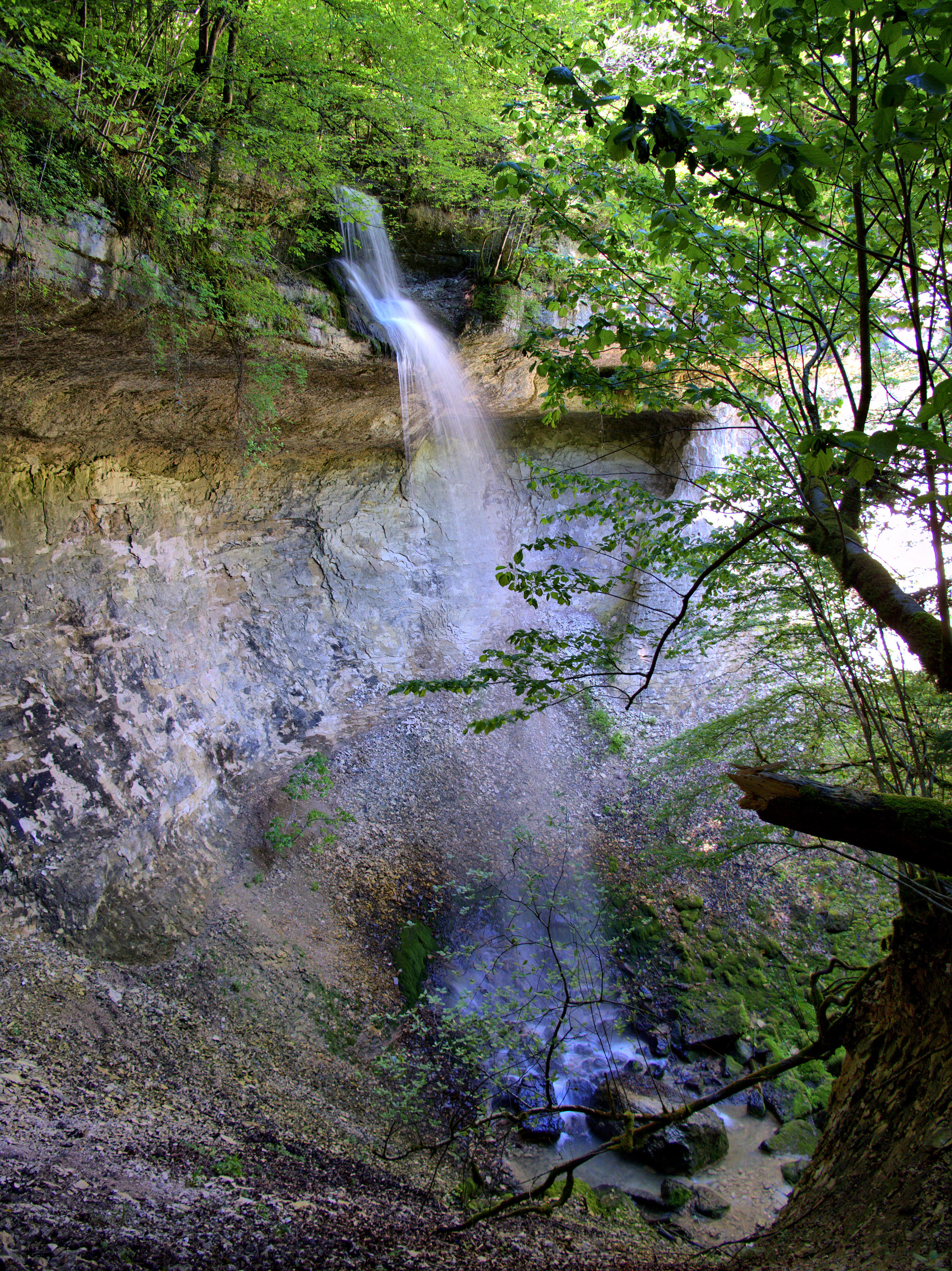
Le saut de la Leule.
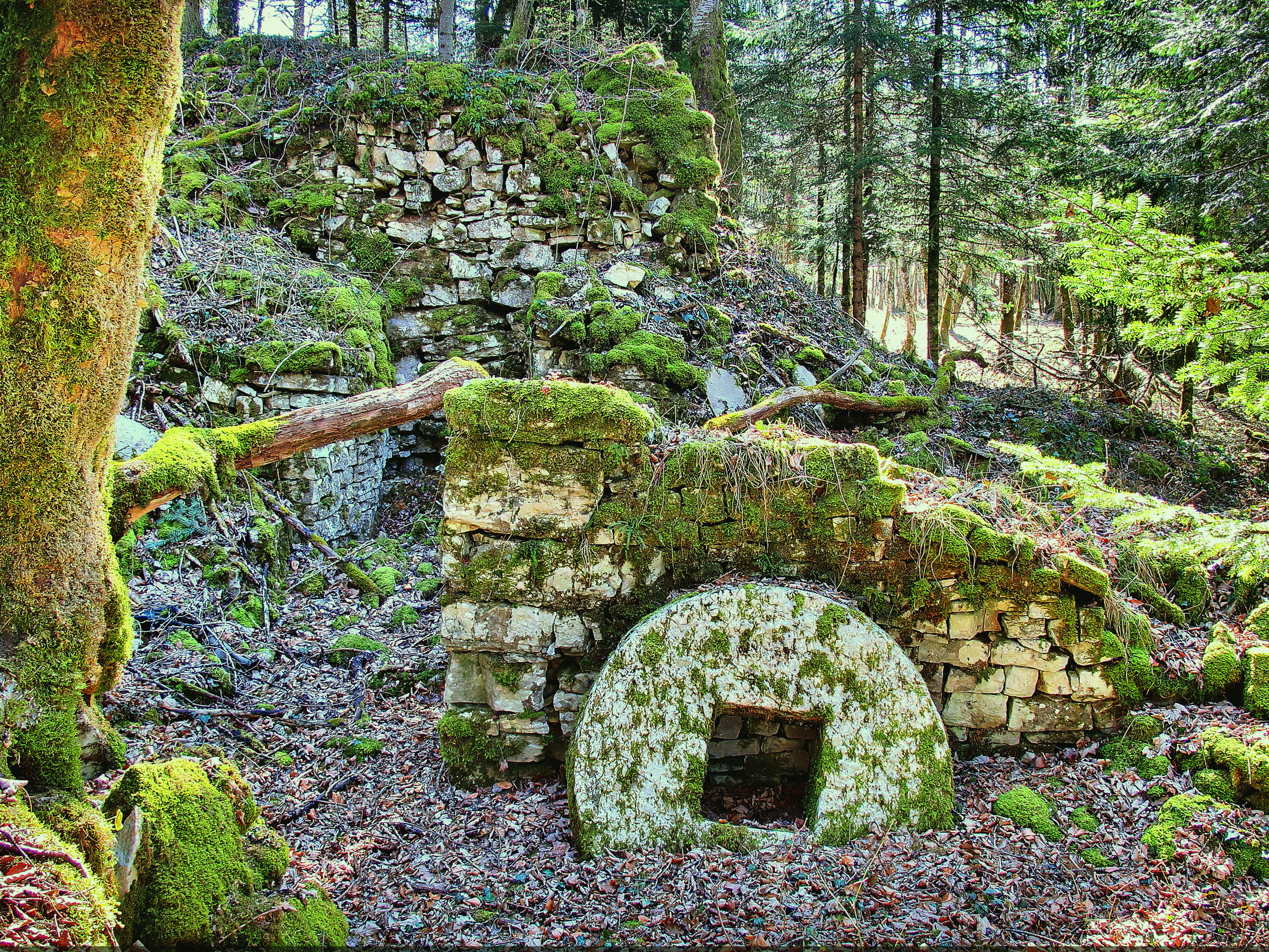
Ancien moulin sur la Leule